# Pimpín
Pimpín es el protagonista de la serie de historietas Pimpín el Aventurero, que fue creada por Themo Lobos e inspirada en el relato Quintín el Aventurero, de la extinta revista El Peneca; aunque sus aventuras se parecen más a las de Mampato.
Pimpín es un joven mecánico de aviones que comienza sus aventuras luego de que un conde millonario le regalase un biplano que ha sido casi destruido. Pimpín lo repara y sale recorrer el mundo. En su primera historia, conocerá a su compañero de ruta, un irlandés grandote, ex marino y exboxeador, llamado O'Tully. Es torpe y buen boxeador, siempre está equivocando las palabras, un recurso que usaba Themo para dar a conocer términos que se relacionan con los escenarios de la historieta.
- Datos: Q6076041